# Microgadus tomcod
Microgadus tomcod (Walbaum, 1792) è un pesce osseo marino e d'acqua dolce della famiglia Gadidae.

## Distribuzione e habitat
È endemico dell'Oceano Atlantico nordoccidentale, si trova lungo le coste atlantiche nordamericane tra la parte meridionale del Labrador (Canada) e la Virginia (USA). Si tratta di una specie molto eurialina, che può vivere e riprodursi sia in acqua marina che salmastra e perfino in acqua del tutto dolce tanto che esistono popolazioni stabili in laghi non connessi al mare. In acqua marina ha abitudini strettamente costiere; occasionalmente può spingersi a profondità di 69 metri.

## Descrizione
Ha un aspetto complessivo simile a quello degli altri Gadidae come il merluzzo, con 3 pinne dorsali, 2 pinne anali, pinna caudale spatolata e un barbiglio sotto il mento. Nelle pinne ventrali è presente un raggio allungato. La sagoma è piuttosto allungata con testa e occhi proporzionalmente piccoli. Il colore è bruno verdastro o giallastro che schiarisce sul ventre, la regione laterale e le pinne sono coperte di macchie scure di forma variabile. La taglia arriva a 38 cm.

## Biologia

### Alimentazione
Carnivoro. Si ciba di crostacei (gamberetti e anfipodi soprattutto), vermi, cefalopodi e altri molluschi e pesci (sperlani, spinarelli, persici spigola, Alosa pseudoharengus e altre Alosa, aringhe e cottidi.

### Predatori
È predato dal persico spigola e dal pesce serra.

## Pesca
Di scarsa importanza per la pesca commerciale, ha qualche interesse per la pesca sportiva.